# リン (マサチューセッツ州)
リン（英: Lynn）は、アメリカ合衆国マサチューセッツ州のエセックス郡にある都市。人口は約10万人（2020年）。ボストンの北16kmに位置している。昔は工業都市だった。市内にはリン海浜やリン歴史遺産州立公園がある。

## 歴史

### 17世紀-18世紀
現在リンとなっている地域に最初に入植したのは1629年のエドモンド・インガルス（1647年没）であり、1631年にはランカシャー出身のジョン・ターボックスが続いた。ターボックスの子孫は現在もニューイングランドに住んでいる。町は1631年にソーガスという名前で法人化された。ソーガスとはニプマク族インディアンが名付けた地域の名称だった。リンという名前はサミュエル・ホワイティングの栄誉を称え、その出身地イングランドのノーフォークにあるキングズ・リンからこの地域に名付けられた。特筆すべき開拓者として、トマス・ハルジーがリンを離れてロングアイランドの東端に入り、サウサンプトンの町を造った。ハルジーの家はニューヨーク州最古の木組み家屋であり（1648年建築）、その家と敷地はサウサンプトン植民地協会が管理し、一般公開されている。
リンが再開拓された後で、地域の多くは別々の町に分かれていった。1644年にレディングが造られ、1782年にリンフィールド、1815年にソーガス、1852年にスワンプスコット、1853年にナハントの各町が造られた。リンは1850年に市として法人化された。
植民地時代のリンは1635年に始まった革鞣しと製靴産業地域の主要部だった。アメリカ独立戦争のときに大陸軍兵が履いた長靴はリンで作られていた。19世紀初期に製靴産業がリンとの都市化を推進した。このことが市章にも繁栄され、植民地時代の長靴が描かれている。

### 19世紀
1816年、郵便駅馬車がリンを通って運行されていた。1836年までに、毎日23便の駅馬車がリン・ホテルを出発してボストンに向かっていた。1838年8月28日、セイラム市とイーストボストンの間にイースタン鉄道の路線が開通した。この線は後にボストン・アンド・メイン鉄道と合流し、イースタン・ディビジョンと呼ばれた。1847年電報線がリンを通ったが、電報局が作られたのは1858年になってからだった。
チャールズ・A・コフィンやサイラス・アボット・バートンが指導したリンの製靴業者は初期の電気産業に投資し、特に1883年にはエリフ・トムソンとそのトムソン・ヒューストン・エレクトリック社に投資した。1892年、この会社はニューヨーク州スケネクタディのエディソン電気会社と合併してゼネラル・エレクトリックを結成し、初期の工場はリンとスケネクタディにあった。チャールズ・A・コフィンがゼネラル・エレクトリックの初代社長になった。エリフ・トムソンは後の1920年から1923年にマサチューセッツ工科大学学長代行を務めた。
ゼネラル・エレクトリックは当初アーク電球、電気モーターおよびメーターに特化していた。後には航空機の電気システムや部品の強くなり、第二次世界大戦のときはリンで航空機エンジンが製造された。このエンジン工場は、ケンブリッジのマサチューセッツ工科大学と共同研究できたので、第二次世界大戦注に現在のジェット・エンジン工場に変わった。リンにおけるゼネラル・エレクトリックで、ゲアハルト・ニューマンがジェット・エンジン・グループの中心人物だった。マサチューセッツ工科大学の材料科学研究と常に接触し、その結果エンジンの効率と出力を改良したので、現在のリンにおけるジェット・エンジン工場がある。
1865年2月1日、メリー・ベーカー・エディは「リンにおける降臨」を体験しており、クリスチャン・サイエンスの者からはその宗教の誕生の時だと考えられている。

### 20世紀
リンの人口は1930年頃に102,000人に達して以降、停滞期に入った。リンの世帯当たり収入中央値は州全体の平均を下回っている。
1970年代後半と1980年代後半に数回大火に見舞われ、特に1981年11月28日のブロード通りとワシントン通りでは元の製靴工場が焼けた。この火災は再開発中だった中心街の建物17棟を破壊し、物的損失額は数千万ドルに上った。その場所はその後に大々的に再開発され、ノースショア・コミュニティカレッジの衛星キャンパスになっている。
工業化の始まりから続いた犯罪率が高いという評判のために、リンは嘲笑的な歌に歌われ、東マサチューセッツ中に知られていた。それは次のようなものだった。「リン、リン、罪の都市。入っていったら出られない。金に見えても本当は錫。少女は「ダメ」と言っても本当はOK。リン、リン、罪の都市。」また、他にも「「リン、リン、罪の都市。おまえが悪人で無ければ、入っては来れない！」というものもあった。
この巷間に広まった歌を止めさせるために、市の法務官マイケル・バリーが1997年に市名をオーシャンパークに変更することを提案したが、成立しなかった。
リンには現在もGE・アビエーションが残り、主要雇用主となっている。他にウェストリン・クリーマリー（現在はディーン・フーズのゲアリックファームズ・ユニットの一部）、ポリマーの生産者であるC・L・ハザウェイ・アンド・サンズ、食肉加工のオールド・ニーバーフッド・フーズ、石油とガスの燃焼産業向け燃焼室のメーカーであるリン・マニュファクチャリング、スターリング・マシン、マシュマロ・フラフのメーカーであるダーキー・モウワーがある。
「罪の都市」という評判に対応して、市のイメージを改善するために1990年代初期に宣伝広告運動を行った。そこで歌われた「最初の都市」では次のように言っていた。
- 最初の鉄工所、1643年
- 最初の消防車、1654年
- マサチューセッツで最初に運行した路面電車、1888年
- アメリカで最初のジェットエンジン
- 広告とマス・マーケティングでは最初の女性、リディア・ピンカーム
- 人工燈火の下での最初の野球試合
- 国内で最初のダンス学校
- 国内で最初の革鞣し
- ニューイングランドで最初の航空郵便、ソーガスからリン
- 最初のローストビーフ・サンドウィッチ
- 国内で最初のチューリップ、スプリング池に近いフェイエステイト

後に上記の幾つかは不正確あるいは証明できないと分かった。例えば人工燈火の下での最初の野球試合はインディアナ州で行われていた。
移民の最初の波は1900年代初期に発生し、ロシア帝国（大半はウクライナ）から多くのユダヤ人が入ってきた。このことでノースショアでは最大級のロシア語を話す人々の社会ができた。今日では住民の4分の1がヒスパニック系であり、近くにあるイーストボストンやチェルシーと共に、ボストン大都市圏の中で重要なラテン系社会を形成している。

### 21世紀
2000年代初期、市の再生について市当局が期待するものに対し、多くの新しい開発計画が貢献した。使われなくなっていた以前の工業用ビルは不動産開発業者によってロフト・スペースに転換され、ボストン在住で都会的な生活様式を求めているが、ボストンのサウスエンドなどの高い住宅は購入できない若者によって購入された。トム・ケネディのような地元開発業者に奨励されて、新アーバニスト建築家ロバート・オアーが、リンフィールド・エンジニアリングに繋がるリンのウォーターフロントを再開発する一連のシャレットを提案した。市役所は町の再生を奨励され、新しくアンティークな街灯、信号、煉瓦造り構造物、および多目的の市営フットボール・スタジアムを作った。
2009年後半、ジュディス・フラナガン・ケネディが僅か27票差で、現職を2期務めたエドワード・J・クランシーを抑えて市長に当選した（投票総数は16,000票以上だった）。

## ギャラリー

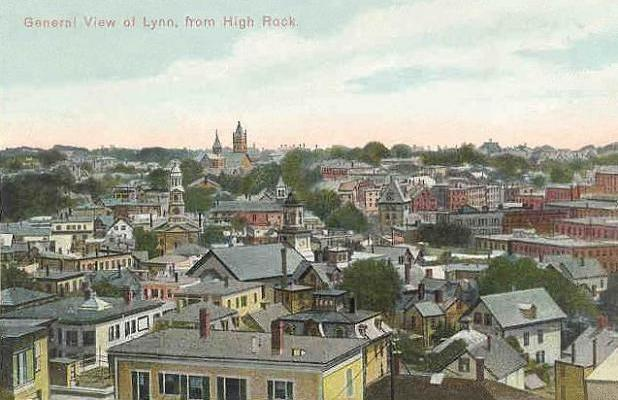
市の概観、1909年
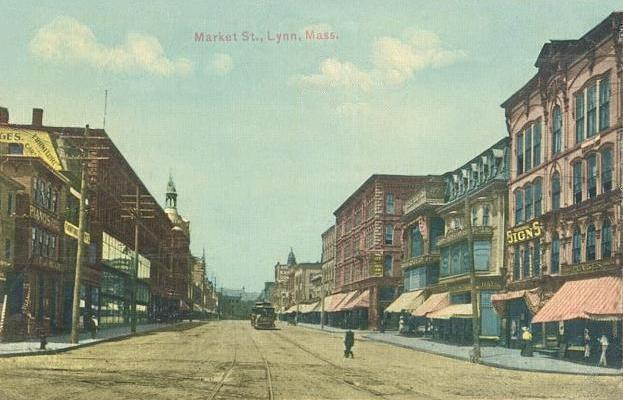
マーケット通り、1911年
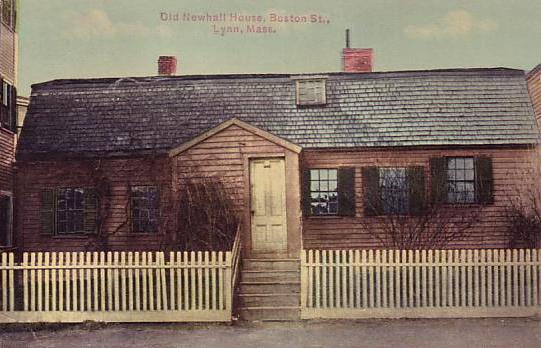
ニューホール・ハウス、1913年
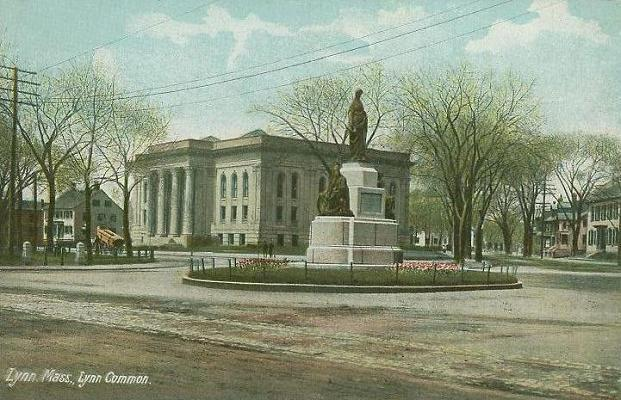
市役所広場、1906年頃
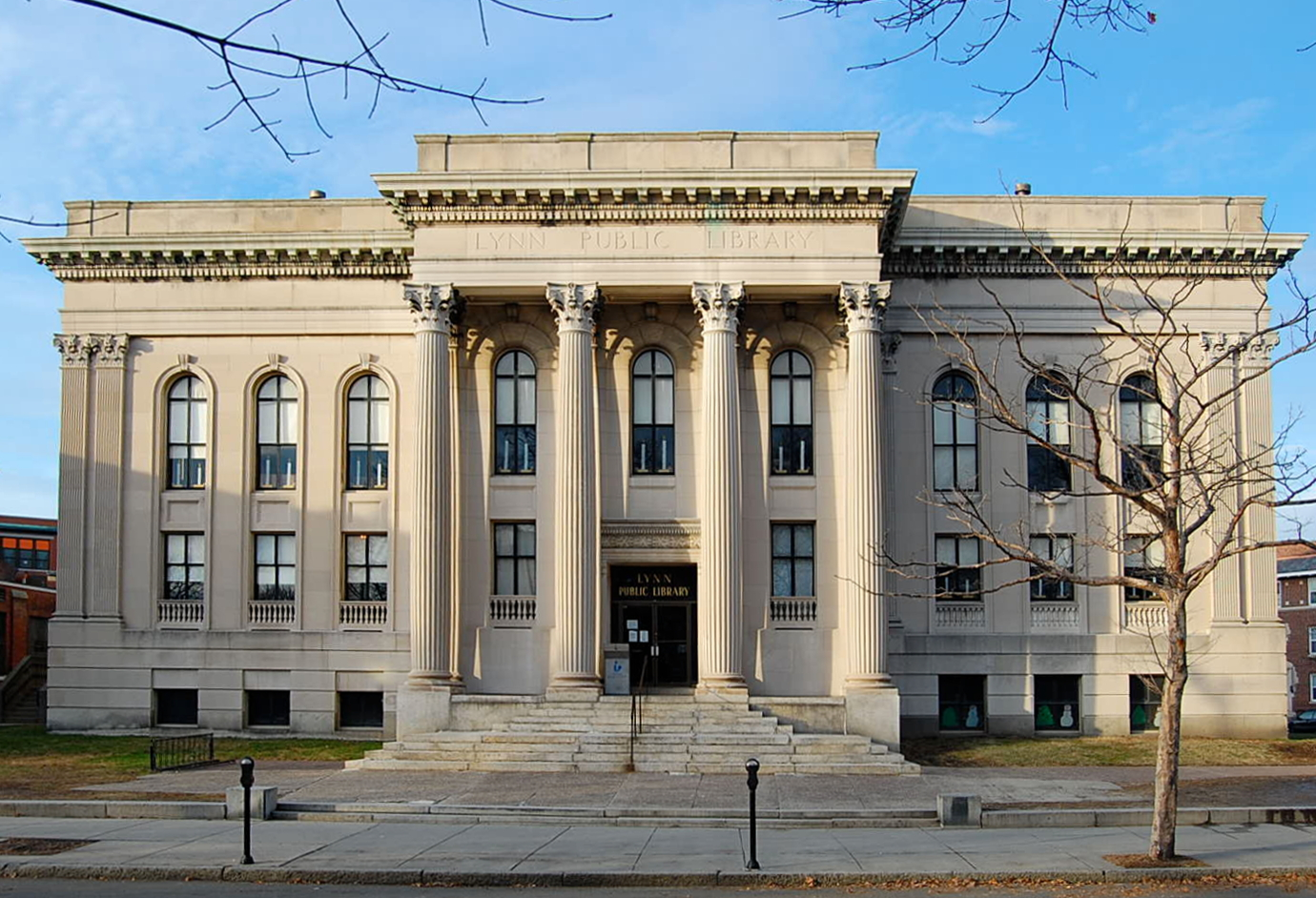
公共図書館、2009年
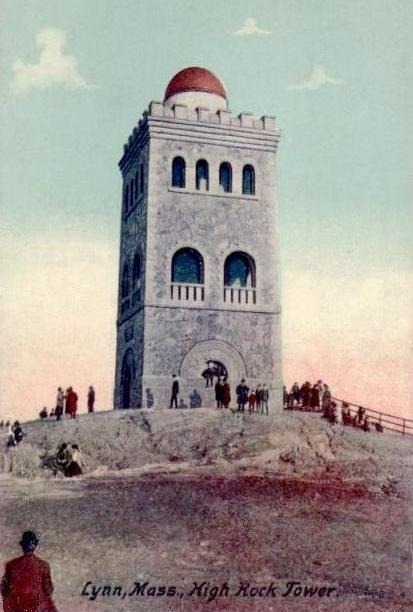
ハイロック・タワー、1910年
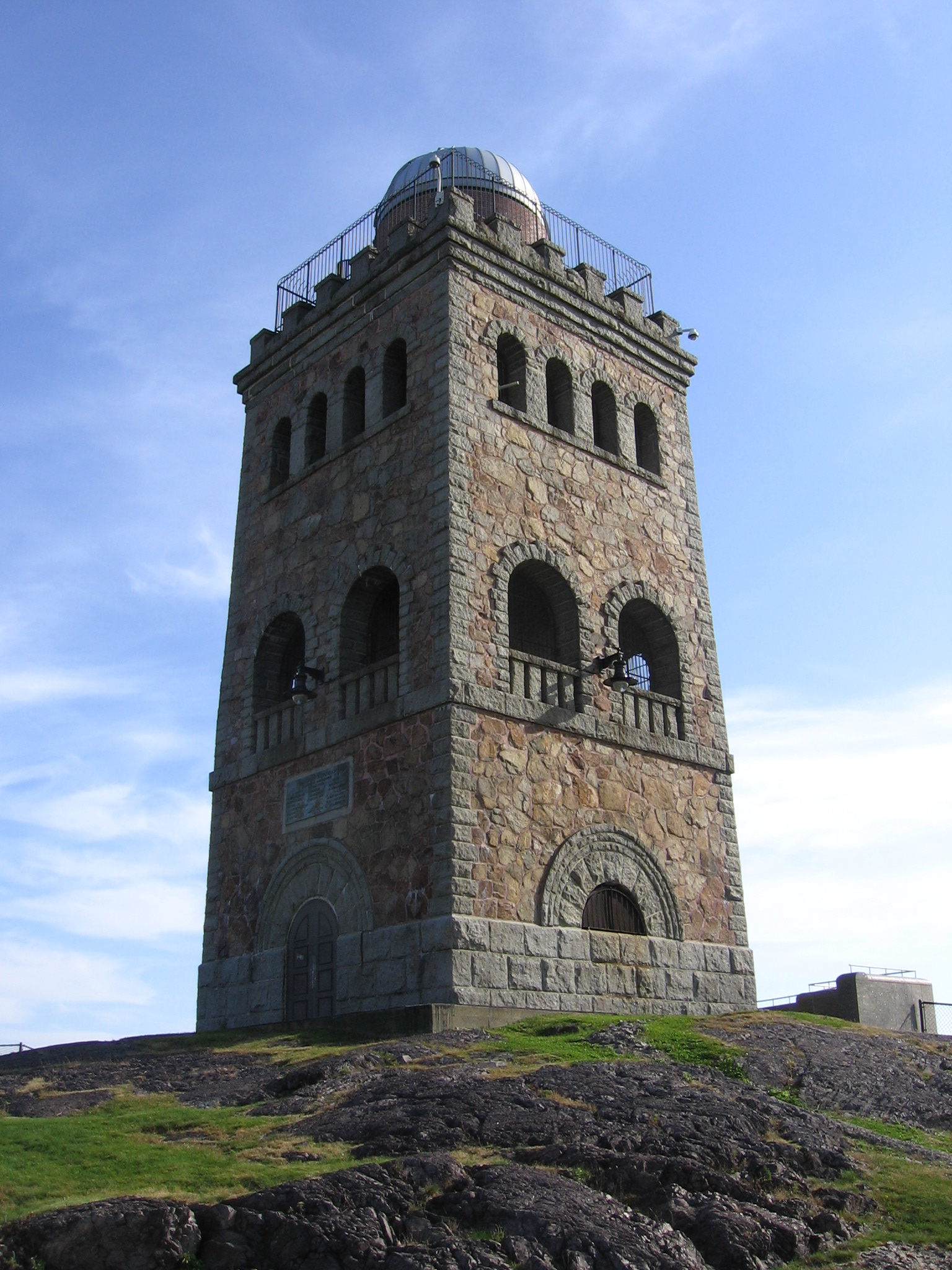
ハイロック・タワー、2006年

## 地理

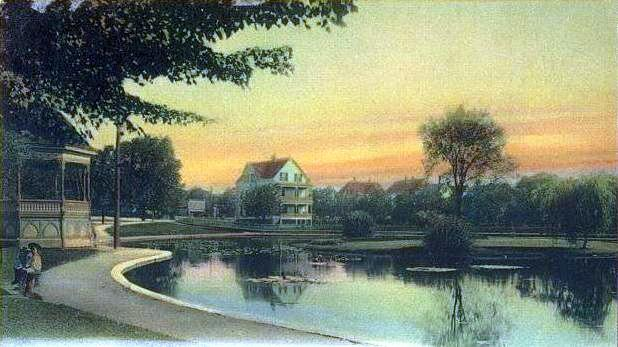
ゴールドフィッシュ池、1905年

リン市は北緯42度28分26秒 西経70度57分20秒 / 北緯42.47389度 西経70.95556度 (42.473996, −70.955583)に位置している。アメリカ合衆国国勢調査局に拠れば、市域全面積は13.5平方マイル (35 km2)であり、このうち陸地10.8平方マイル (28 km2)、水域は2.7平方マイル (7.0 km2)で水域率は19.87%である。東はマサチューセッツ湾と大西洋に接している。海岸線は海に突き出したナハントの町で半分に区切られ、リン港は北のナハント湾と区切られている。ソーガス川の北岸にあり、幾つかの小川や池があって、その最大のものはブリーズ池とウォルデン池である。市域の4分の1以上がリン森林保護地になっており、市の北西部の大半を覆っている。またリン海浜とキングス海浜の2つの浜があり、どちらもナハント湾に接し、またリン港にはボートの進水場もある。
リンはエセックス郡の南部にあり、ボストンの北東16キロメートルに位置している。南はナハント湾であり、東にスワンプスコット、北東にセイラム、北にピーボディ、北西にリンフィールド、西にソーガス、南東にサフォーク郡リビアと接している。リビアと陸での接点は無く、ソーガス川を渡すジェネラル・エドワーズ橋のみで繋がれている。その中心街以外ではイーストリンとウェストリンに分けられ、さらに小さな地域に分けられる。
その小地区は以下の通りである。
中央部:
- 中心街 / 事業地区
- セントラル・スクエア

ウェストリン:
- パインヒル
- マクドナウスクエア/ バリーパーク
- タワーヒル / オースティンスクエア – ソーガス川
- ザ・コモンズ
- ザ・ブリックヤード
- ウォルナット通り/リンハースト
- ベテランズビレッジ

イーストリン:
- ダイアモンド地区 / リンショア
- ワイオマスクエア
- ザ・ハイランズ
- ザ・フェイエステイツ
- 1区 / リンフィールド通り
- ゴールドフィッシュポンド
- ザ・メドウ / キーニーパーク

## 交通

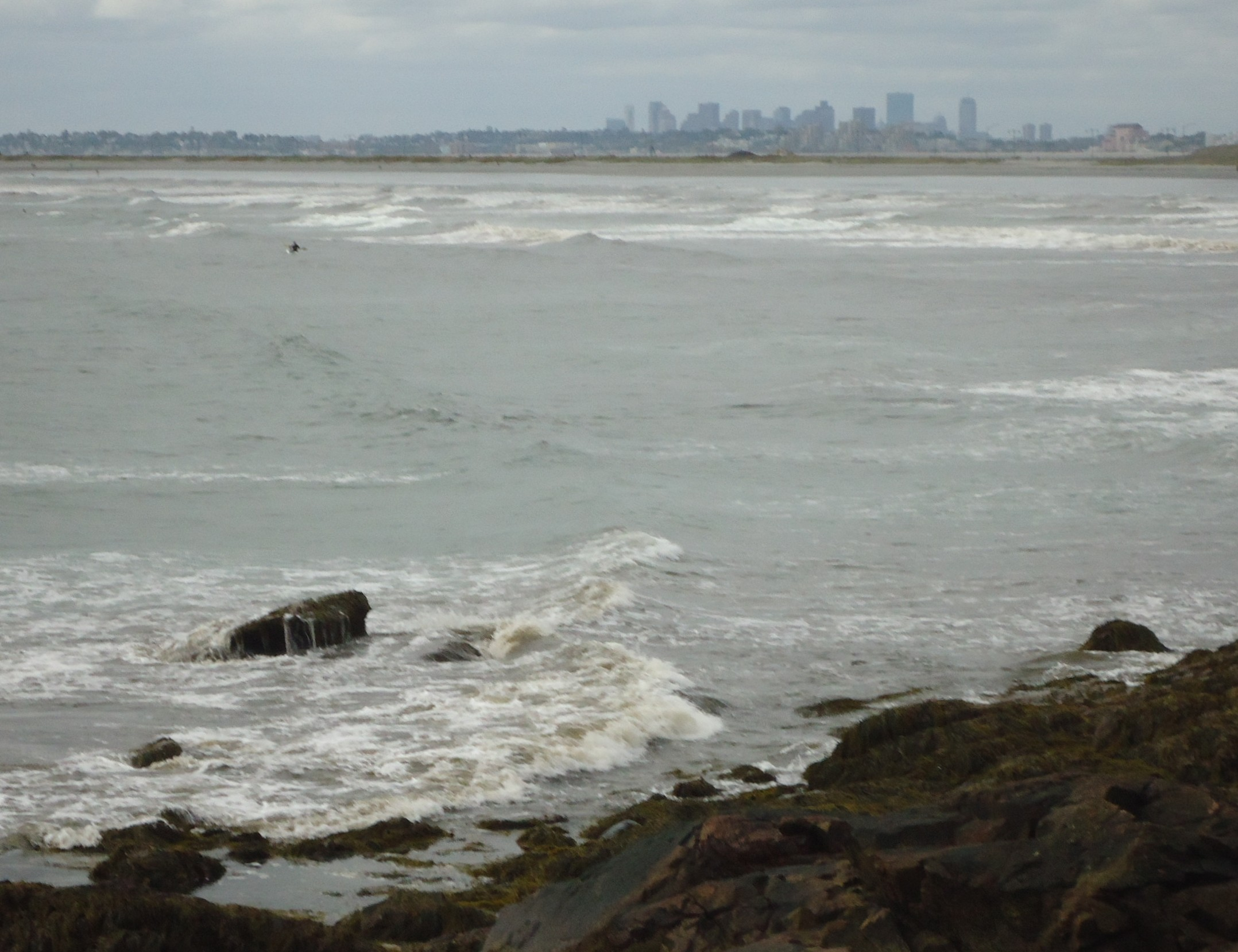
大西洋のサーファー、レッドロック公園から望む、遠景はボストンのスカイライン

リンには高規格道路が無く、最も近いのはソーガスのアメリカ国道1号線、およびリンフィールドの州間高速道路95号線とルート128合流部である。州道1号線A、同107号線、同129号線、同129号線Aが市内を通っている。州道107号線は南西から北東に向かってほぼ真っ直ぐに市内を抜けている。州道129号線Aと0.8キロメートル合流し、旧州道129号線を辿り、州道1号線Aとを繋いでいる。州道129号線は北から南に向かい、中心街を抜けて1.6キロメートルは州道1号線Aと合流する。州道1号線Aはリビアからリンウェイの西部を辿っており、市内では中央分離帯がある。その後内陸に入ってスワンプスコットに向かう。リンウェイ自体は海岸線を走り、ナハント道路とリンショア・ドライブを結ぶロータリーを通り海岸からスワンプスコットに向かう。
マサチューセッツ湾交通局の通勤線、ニューベリーポート/ロックポート線のリン駅があり、またゼネラル・エレクトリック・アビエーションの労働者のためにリバーワークス駅がある。20世紀半ばまでに他の多くの駅も開設された。マサチューセッツ湾交通局のバス路線が、リンとボストンおよび周辺の町を繋いでいる。リン中心街に繋がるブルーラインの延伸が提案されているが、予算が確保されていない。最も近い空港はボストンのローガン国際空港であり、約8キロメートル南にある。
2007年12月、マサチューセッツ海港諮問委員会がリンからボストンまで通勤用フェリーのために75万米ドルの予算を承認した。2010年10月にはその第2段階に130万米ドルも承認した。

## 気候
リンでは寒く雪が多い冬と、暖かく湿度の高い夏がある。春と秋は概して温暖である。
| リンの気候             | リンの気候 | リンの気候 | リンの気候 | リンの気候 | リンの気候 | リンの気候 | リンの気候 | リンの気候 | リンの気候 | リンの気候 | リンの気候 | リンの気候 | リンの気候  |
| 月                     | 1月        | 2月        | 3月        | 4月        | 5月        | 6月        | 7月        | 8月        | 9月        | 10月       | 11月       | 12月       | 年          |
| ---------------------- | ---------- | ---------- | ---------- | ---------- | ---------- | ---------- | ---------- | ---------- | ---------- | ---------- | ---------- | ---------- | ----------- |
| 最高気温記録 °F （°C） | 71 (22)    | 70 (21)    | 91 (33)    | 94 (34)    | 97 (36)    | 98 (37)    | 104 (40)   | 97 (36)    | 96 (36)    | 84 (29)    | 78 (26)    | 77 (25)    | 100 (38)    |
| 平均最高気温 °F （°C） | 37 (3)     | 40 (4)     | 47 (8)     | 57 (14)    | 67 (19)    | 76 (24)    | 82 (28)    | 80 (27)    | 73 (23)    | 62 (17)    | 52 (11)    | 42 (6)     | 59.6 (15.3) |
| 平均最低気温 °F （°C） | 20 (−7)    | 24 (−4)    | 32 (0)     | 42 (6)     | 53 (12)    | 63 (17)    | 68 (20)    | 66 (19)    | 58 (14)    | 47 (8)     | 38 (3)     | 28 (−2)    | 44.9 (7.2)  |
| 最低気温記録 °F （°C） | −9 (−23)   | −5 (−21)   | 3 (−16)    | 18 (−8)    | 32 (0)     | 41 (5)     | 45 (7)     | 44 (7)     | 34 (1)     | 25 (−4)    | 6 (−14)    | −18 (−28)  | −18 (−28)   |
| 降水量 inch （mm）     | 3.7 (94)   | 2.9 (74)   | 4.1 (104)  | 4.1 (104)  | 4.5 (114)  | 3.5 (89)   | 4.2 (107)  | 4.1 (104)  | 4.5 (114)  | 3.5 (89)   | 4.0 (102)  | 3.9 (99)   | 47 (1,194)  |
| [ 要出典 ]             |            |            |            |            |            |            |            |            |            |            |            |            |             |

## 人口動態

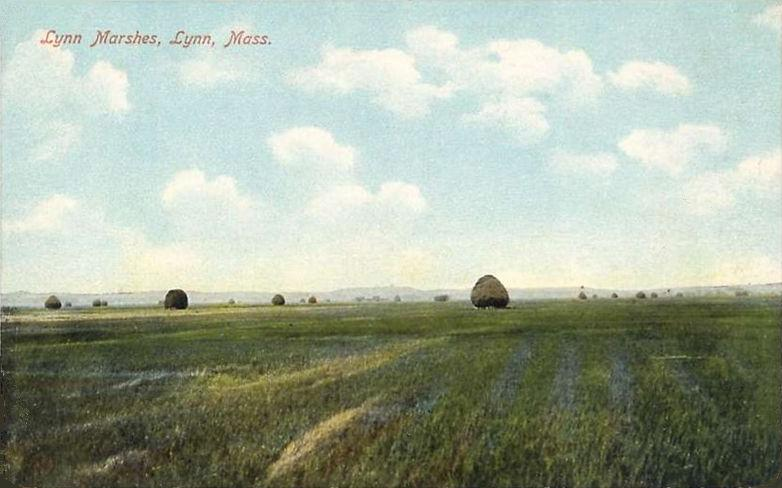
'リン・マーシーズ、1905年頃

以下は2010年国勢調査による人口統計データである。
| 基礎データ - 人口: 90,329 人 - 世帯数: 33,310 世帯 - 家族数: 20,988 家族 人種別人口構成 - 白人: 57.6% - アフリカン・アメリカン: 12.8% - ネイティブ・アメリカン: 0.7% - アジア人: 7.0% - 太平洋諸島系: 0.1% - その他の人種: 6.8% - 混血: 5.0% - ヒスパニック・ラテン系: 32.1% - プエルトリコ系: 5.4% - メキシコ系: 1.7% - キューバ系: 0.2% | 年齢別人口構成 - 18歳未満: 24.9% - 18歳以上: 75.1% - 性比（女性100人あたり男性の人口） - 総人口: 96.0 収入と家計（2007年-2011年） - 収入の中央値 - 世帯: 44,367米ドル - 性別 - 男性: 34,284米ドル - 女性: 27,871米ドル - 人口1人あたり収入: 22,190米ドル - 貧困線以下 - 対人口: 19.2% |

## 見どころ
- リン海浜

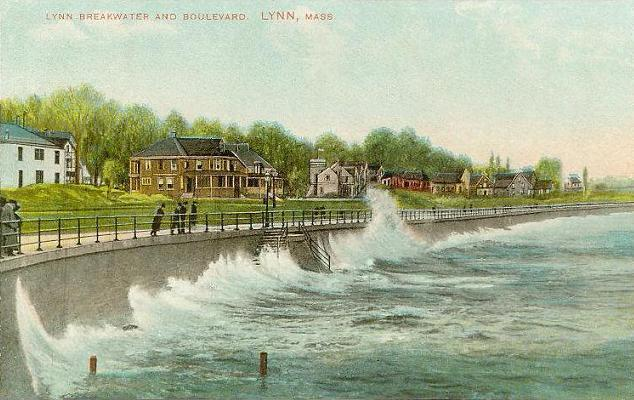
ブレイクウォーター、1908年

- リン森林保存地、ニューイングランド最大かつ国内第2位の市民公園（890ヘクタール）、ストーンタワー、スティールタワー、ウルフピッツ、ダンジョンロックなど歴史的史跡がある、現在も見つかっていない海賊の財宝があると考えられている、ここで多くの学校がクロスカントリー競走を行う
- リン歴史遺産州立公園、リン博物館
- ハイロック・タワー、石造りの展望塔、ナハント、ボストン、リン中心街、エッグロック、大西洋を見通せる
- パイングローブ墓地、国内最大級の墓地。その自然石壁は、テレビ番組『リプリーのビリーブ・イット・オア・ノット』で、中国の万里の長城に次いで世界でも「2番目に長い一体の石壁」と紹介された[18]。
- フレーザー・フィールド、市営野球場、1940年代に公共事業促進局が建設、多くのマイナーリーグ野球チームが本拠地にし、ボストン・レッドソックスもオープン戦を行う、現在はニューイングランド大学間野球リーグのノースショア・ナビゲーターズが使用
- マニング・フィールド、市営フットボール場、以前にマニング・ボウルが開催された（1936年頃-2005年8月）
- リン記念公会堂
- メリー・ベーカー・エディ邸
- スプリング池、原生林のある歴史的隠棲地
- ルシアン・ニューホール邸

## 教育
市内には高校が3校ある。中学校は4校、オールターナティブスクールが2校、小学校は16校（2008年秋時点）ある。リン公共教育学区が管轄している。
カトリック系の高校も1校ある。また宗教系小学校3校と宗派を超えたキリスト教学校1校もある。
KIPP（知識は力プログラム）が、市内でチャーター中学校を運営しており、高校生のためにKIPPアカデミー・リン・カレッジエイトを開校した。
ノースショア・コミュニティカレッジがリン中心街にキャンパスを持っている。

## 大衆文化の中で
- リンは現代作家の多くの著作で言及されている。スティーヴン・キングの『Cell』[21]や『Everything's Eventual』、またキース・アブローの多くの著作である
- シルヴィア・プラスの自伝的小説『ベル・ジャー』でもリンが言及されている
- マザー・グースの子守歌『Trot, trot to Boston』には第2の目的地としてリンが挙がっている[22]
- テレビ番組『全米警察24時 コップス』でボストンをフォーカスするエピソードではリンの一部を含むことが多い[23][24]
- マーティン・スコセッシの2006年犯罪スリラー映画『ディパーテッド』にはリンの場所が出てくる。マット・デイモンが演じる役柄が犯罪現場を捜査し、リンの刑事と言葉を交わす
- 2009年の映画「サロゲート』の多くのシーンがリンで撮影された
- トマス・スニーゴスキのシリーズ本『The Fallen』では、主役のアーロン・コーベットがリンで生まれたことになっている
- アダム・サンドラーの2012年の映画『俺のムスコ』はリンの市内で撮影された
- 2012年の映画『ザ・マスター』でホアキン・フェニックスが演じたフレディ・クエルはリン出身とされている